# Lee Kai-lin
Pour les articles homonymes, voir Lee.
Dans ce nom chinois, le nom de famille, Lee, précède le nom personnel Kai-lin.
Lee Kai-lin (chinois traditionnel : 李凱琳 ; pinyin : Lǐ Kǎilín), née le 15 juillet 1992, est une judokate handisport taïwanaise.

## Biographie
Lee Kai-lin est née le 15 juillet 1992. Elle est atteinte d'une atrophie congénitale du nerf optique et n'a qu'une vision très faible, une maladie oculaire touchant plusieurs membres de sa famille,.
Elle suit dès la seconde année de son cursus scolaire la tradition familiale instaurée par son grand-père, ayant initié la pratique du judo handisport afin de pouvoir se protéger malgré leur handicap,. Parmi les membres de sa famille, son oncle Lee Ching-chung (en) a connu une carrière de haut niveau, participant aux Jeux paralympiques de 1996 à Atlanta,. Son frère cadet Chang Shao-hao (張少豪) suivra également ses pas par la suite.
Au lycée, l'entraîneur de Lee Kai-lin, Chi Chun-an, la fait pratiquer avec d'autres élèves valides « afin de l'endurcir »,.
En 2010, elle remporte son premier titre majeur, médaillé d'or aux championnats du monde IBSA en Turquie,,. Aux Jeux para-asiatiques, elle remporte la médaille d'argent,.
Elle participe à ses premiers Jeux paralympiques en 2012 à Londres, alors qu'elle est classée numéro une mondiale dans sa catégorie ; elle remporte à cette occasion la médaille d'argent.
Aux Jeux para-asiatiques, elle est à nouveau titrée en 2014 et 2018, d'argent puis de bronze,.
Blessée au poignet en 2023, elle ne performe pas aux Jeux para-asiatiques de 2022,,, puis manque de se qualifier pour ses quatrièmes Jeux paralympiques consécutifs.

## Palmarès

### Jeux paralympiques
- Médaille d'argent aux Jeux paralympiques d'été de 2012 (−48 kg)

### Championnats du monde
- Médaille d'or aux championnats du monde de 2010 (−48 kg)
- Médaille de bronze aux championnats du monde de 2018 (−48 kg)

### Jeux mondiaux
- Médaille d'or aux Jeux mondiaux de 2011 (−48 kg)
- Médaille d'argent aux Jeux mondiaux de 2015 (−48 kg)

### Jeux para-asiatiques
- Médaille d'argent aux Jeux asiatiques de 2010 (−48 kg)
- Médaille d'argent aux Jeux asiatiques de 2014 (−48 kg)
- Médaille de bronze aux Jeux asiatiques de 2018 (−48 kg)

### Championnats d'Asie
- Médaille d'argent aux championnats du monde de 2017 (−48 kg)